# Psychrophrynella
Genre
Psychrophrynella est un genre d'amphibiens de la famille des Craugastoridae.

## Répartition
Les 22 espèces de ce genre se rencontrent au Pérou et en Bolivie.

## Liste d'espèces
Selon Amphibian Species of the World (21 avril 2016) :
- Psychrophrynella adenopleura (Aguayo-Vedia & Harvey, 2001)
- Psychrophrynella ankohuma (Padial & De la Riva, 2007)
- Psychrophrynella bagrecito (Lynch, 1986)
- Psychrophrynella boettgeri (Lehr, 2006)
- Psychrophrynella chacaltaya (De la Riva, Padial & Cortéz, 2007)
- Psychrophrynella chirihampatu Catenazzi & Ttito, 2016
- Psychrophrynella condoriri (De la Riva, Aguayo & Padial, 2007)
- Psychrophrynella guillei (De la Riva, 2007)
- Psychrophrynella harveyi (Muñoz, Aguayo & De la Riva, 2007)
- Psychrophrynella iani (De la Riva, Reichle & Cortéz, 2007)
- Psychrophrynella iatamasi (Aguayo-Vedia & Harvey, 2001)
- Psychrophrynella illampu (De la Riva, Reichle & Padial, 2007)
- Psychrophrynella illimani (De la Riva & Padial, 2007)
- Psychrophrynella kallawaya (De la Riva & Martínez-Solano, 2007)
- Psychrophrynella katantika (De la Riva & Martínez-Solano, 2007)
- Psychrophrynella kempffi (De la Riva, 1992)
- Psychrophrynella pinguis (Harvey & Ergueta-Sandoval, 1998)
- Psychrophrynella quimsacruzis (De la Riva, Reichle & Bosch, 2007)
- Psychrophrynella saltator (De la Riva, Reichle & Bosch, 2007)
- Psychrophrynella teqta De la Riva & Burrowes, 2014
- Psychrophrynella usurpator De la Riva, Chaparro & Padial, 2008
- Psychrophrynella wettsteini (Parker, 1932)

## Étymologie
Le nom de ce genre vient du grec psychros, froid, de phrynos, le crapaud, et du suffixe diminutif -ella, en référence aux endroits froids habités par ces petites grenouilles.

## Publication originale
- Hedges, Duellman & Heinicke, 2008 : New World direct-developing frogs (Anura: Terrarana): molecular phylogeny, classification, biogeography, and conservation. Zootaxa, no 1737, p. 1-182 (texte intégral).